# Gateway Motorway
Der Gateway Motorway ist eine Stadtautobahn in Brisbane im Südosten des australischen Bundesstaates Queensland. Die Sir Leo Hielscher Bridges (früher: Gateway Bridge) werden von Queensland Motorways betrieben.
Die Autobahn führt im Osten um Brisbane herum und schafft so eine schnelle Verbindung von der Gold Coast zur Sunshine Coast. Sie beginnt am Logan Motorway (M2) in Drewvale im Süden der Stadt und endet am Autobahndreieck in Bald Hills im Norden der Stadt, wo sie in den Pacific Highway (NA1) und die Gympie Arterial Road einmündet.  Am Autobahnkreuz in Eight Mile Plains, ihrem früheren Ende (bis 1997), trifft sie mit dem Pacific Motorway (M1) und dem South East Freeway (M3) zusammen und ändert ihre Bezeichnung von M2 zu M1. Die Sir Leo Hielscher Bridges über den Brisbane River bei Eagle Farm gehören zu dieser Autobahn. Die Straße vermittelt die Zufahrt zum Hafen und zum Flughafen von Brisbane.

## Ausbau
Früher hieß der Gateway Motorway Gateway Arterial Road, da sie nicht als Autobahn eingestuft war und drei große Kreisverkehre nördlich des Brisbane River besaß. 1987 stufte die Regierung von Queensland die Straße zur Autobahn herauf, damit man mit dem vielen Verkehr zurechtkam. 1990 wurden die Brücken über die East-West Arterial Road und den neu gebauten Airport Drive in Hendra erstellt. Seit 1991 ist die Autobahn zwischen Eight Mile Plains und Bracken Ridge vierspurig ausgebaut. Anfang 1996 wurde eine weitere Ausbaustufe mit der Einrichtung von vier Fahrspuren zwischen Bracken Ridge und Bald Hills erreicht.
1995 begann man mit dem Bau der südlichen Anbindung an den Logan Motorway, sodass der Southern Brisbane Bypass entstand. Die Straße wurde am 13. Mai 1997 eröffnet.
Am 17. Februar 2005 kündigte der Minister für Transport und Hauptstraßen ein AU-$ 1,6 Mrd. teures Projekt zum Ausbau des Gateway Motorway an, das eine neue Gateway Bridge neben der alten, eine Straßenverlegung zwischen Eagle Farm und Nudgee und Verbesserungen südlich des Flusses vorsah. Die Arbeiten begannen Anfang 2007.
Die neue Gateway Bridge (beide Rücken wurden in 'Sir Leo Hielscher Bridges' umbenannt) wurde in vierspuriger Ausführung am 24. Mai 2010 eröffnet. Die beiden verbleibenden Spuren wurden am 15. August 2010 in Betrieb genommen. Die Anpassung der alten Brücke an die neue wurde am 28. November 2010 abgeschlossen. Nördlich der Brücken verläuft die Autobahn nun weiter östlich und ein weiterer Zubringer, der Moreton Drive wurde als Zufahrt zum Inlandsterminal des Flughafens geschaffen. Die neue Route wurde am 19. Juli 2009 eröffnet, der Moreton Drive am 3. Dezember 2009.
Die Straße auf der alten Trasse des Gateway Motorway wurde im November 2010 in Southern Cross Way umbenannt und die Gebührenhäuschen wurden durch elektronische Gebührenaufnehmer ersetzt.
Südlich der Brücken wurde die Autobahn bis zur Ausfahrt Wynnum Road auf 9 Spuren erweitert und bis zur Ausfahrt Old Cleveland Road auf 8 Spuren. Von dort ist sie bis zur Einmündung in Pacific Motorway sechsspurig. Der Ausbau zwischen Lyton Road und Mount Gravatt Capalaba Road wurde am 28. Januar 2010 fertiggestellt, der zwischen Mount Gravatt Capalaba Road und dem Pacific Motorway am 30. Juli 2011.
In der ersten Ausbaustufe besaß die Autobahn keine Nummer. Seit März 1994 hieß sie Metroroad 1 und seit 2005 ist sie als M1, bzw. M2, bezeichnet.

## Anschlüsse
| Gateway Motorway                                                                                        |                                                                 |                                                                                    |
| Ausfahrten Richtung Norden                                                                              | Ausfahrt Nr. (Entfernung von der Grenze nach NSW)               | Ausfahrten Richtung Süden                                                          |
| Einmündung in die Gympie Arterial Road weiter als Bruce Highway nach Caboolture, Sunshine Coast, Cairns | 127                                                             | Beginn Gateway Motorway vom Bruce Highway                                          |
| Bracken Ridge, zur Bracken Ridge Road                                                                   | 123                                                             | Bracken Ridge, Brighton, Sandgate Bracken Ridge Road                               |
| Brighton, Redcliffe Umleitung nach Deagon                                                               | 122                                                             | keine Ausfahrt                                                                     |
| Deagon, Sandgate Depot Road                                                                             | 120                                                             | keine Ausfahrt                                                                     |
| Boondall, Brisbane Entertainment Centre, Boondall Wetlands Bicentennial Road                            | 117                                                             | Boondall, Brisbane Entertainment Centre, Boondall Wetlands Bicentennial Road       |
| Nudgee, Nudgee Beach, Gateway Travel Centre Nudgee Road                                                 | 112                                                             | Nudgee, Nudgee Beach Nudgee Road                                                   |
| keine Ausfahrt                                                                                          | 110                                                             | Eagle Farm, Brisbane City Southern Cross Way                                       |
| Flughafen Brisbane Moreton Drive                                                                        | 108                                                             | Flughafen Brisbane Moreton Drive                                                   |
| Eagle Farm, Hamilton Kingsford Smith Drive                                                              | 106                                                             | keine Ausfahrt                                                                     |
| Brisbane City Southern Cross Way                                                                        | 105                                                             | keine Ausfahrt                                                                     |
| Sir Leo Hielscher Bridges (gebührenpflichtig)                                                           |                                                                 |                                                                                    |
| Murarrie, Lytton, Hafen Brisbane Autobahn zum Hafen Brisbane                                            | 103                                                             | Murarrie, Lytton Lytton Road                                                       |
| keine Ausfahrt                                                                                          | 102                                                             | Hafen Brisbane Autobahn zum Hafen Brisbane                                         |
| Tingalpa, Cannon Hill, Wynnum, Manly Wynnum Road                                                        | 100                                                             | Tingalpa, Cannon Hill, Wynnum, Manly Wynnum Road                                   |
| Carindale, Sleeman Sports Complex, Capalaba, Cleveland Old Cleveland Road                               | 97                                                              | Carindale, Sleeman Sports Complex, Capalaba, Cleveland Old Cleveland Road          |
| Mackenzie, Wishart, Capalaba, Mount Gravatt Mount Gravatt – Capalaba Road                               | 92                                                              | Mackenzie, Wishart, Capalaba, Mount Gravatt Mount Gravatt – Capalaba Road          |
| Eight Mile Plains, Busbahnhof Eight Mile Plains, Sunnybank Miles Platting Road                          | 88                                                              | Eight Mile Plains, Busbahnhof Eight Mile Plains, Sunnybank Miles Platting Road     |
| keine Ausfahrt                                                                                          | 87                                                              | Logan, Logan Central Pacific Motorway                                              |
| Ende Beginn                                                                                             | Ausfahrt Nr. (Entfernung vom Übergang M1/M2, Eight Mile Plains) | Ende Beginn                                                                        |
| Underwood, Brisbane City Logan Road                                                                     | 1                                                               | Underwood, Brisbane City Logan Road                                                |
| gebührenpflichtig                                                                                       |                                                                 |                                                                                    |
| keine Ausfahrt                                                                                          | 4                                                               | Kuraby, Runcorn Compton Road                                                       |
| keine Ausfahrt                                                                                          | 9                                                               | Logan, Gold Coast Logan Motorway                                                   |
| Beginn Gateway Motorway vom Logan Motorway                                                              | 9                                                               | Einmündung in den Logan Motorway weiter als Logan Motorway nach Ipswich, Toowoomba |

Bemerkungen
Entfernungen sind gerundet. Gemessen bis zum Ende der Sir Leo Hielscher Bridges.